# 古博士的新发现
古博士的新发现是一部上海美术电影制片厂于1958年上映制作的彩色动画片作品。

## 剧情简介
昆虫学家古博士的儿子抓了一只苍蝇，被古博士发现了，但他不认识。他认为认为这是一个世界新物种，并且给它定名为“古普斯·杜勃斯·希里渥图斯”。古博认为凭借这项新发现将使他一举成名，于是他引经据典写起论文来。杜博士看到了古博士的新发现，他也不认识这只有两只大眼睛，六只脚，飞行时会发出嗡嗡声音的绿头虫子，于是他认为这个世界新物种应该叫“古克太·多克太·希里渥克太”，最后俩人为了命名权争执了起来。杜博士写了一篇20万字的论文来反驳古博士，古博士大怒，写了40万字的论文来批驳杜博士。最后一直吵到了昆虫学“权威”薛教授面前，薛教授也没见过苍蝇，他认为这个世界最新物种应该叫“古普太斯·多勃太斯·希里渥克太斯”，准备了了一百万字的科研论文来批驳二人。于是，三个昆虫学家为苍蝇的命名权大吵了起来........